# Synonchium pacificum
Synonchium pacificum är en rundmaskart som beskrevs av Yeates 1967. Synonchium pacificum ingår i släktet Synonchium och familjen Selachinematidae. Inga underarter finns listade i Catalogue of Life.